# Section rythmique
 (juillet 2025).
Si vous disposez d'ouvrages ou d'articles de référence ou si vous connaissez des sites web de qualité traitant du thème abordé ici, merci de compléter l'article en donnant les références utiles à sa vérifiabilité et en les liant à la section « Notes et références ».
Pour les articles homonymes, voir Rythmique.

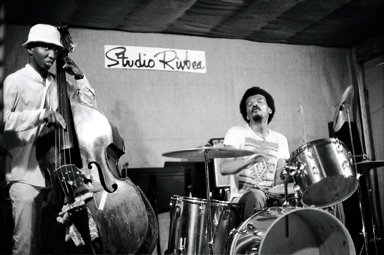
Section rythmique d'un groupe de jazz (William Parker et Rashid Bakr)

Dans les groupes de musique apparentée au jazz (ou qui en est dérivée), la section rythmique désigne deux ou trois instruments plus spécialement chargés du rythme et de l'accompagnement des morceaux,. De tels instruments s'opposent par conséquent, d'une part aux instruments à dimension mélodique (violon, saxophone, flûte, trompette...), d'autre part aux instruments à dimension harmonique (piano, orgue, guitare, clavecin, accordéon...)
Les instruments assurant la rythmique sont :
- la batterie, qui assure le tempo et la dimension rythmique ;
- la guitare basse, ou la contrebasse, qui joue la partie basse ;
- parfois la guitare rythmique réalise les accords (comme dans le ska, par exemple) ou le piano ;
- parfois les percussions.

Par exemple, dans un groupe de rock, la rythmique est fréquemment assurée par la batterie et la guitare basse, tandis qu'une guitare ou un clavier pourront assurer l'accompagnement (les accords) et qu'un saxophone, une flûte ou une autre guitare, etc., pourront en solo jouer la mélodie.